# Парламент Канади
Парламент Канади (англ. Parliament of Canada, фр. Parlement du Canada) — канадський федеральний законодавчий орган, будівля якого розташована на Парламентському пагорбі в місті Оттава.

## Склад
Парламент складається з Короля, Сенату і Палати громад — так звана система «Король (Королева) в Парламенті» (King (Queen) in Parliament).
Короля представляє Генерал-губернатор Канади, який призначає 105 членів Сенату за рекомендацією Прем'єр-міністра. 338 депутатів нижньої палати Громад обираються прямим голосуванням за мажоритарною системою.
Палата Громад — провідний орган Парламенту. Сенат рідко відхилює законопроєкти, які були затверджені нижньою палатою. Король (Генерал-губернатор) затверджує законопроєкти, ухвалені палатами Парламенту.
Прем'єр-міністр та уряд зобов'язані мати підтримку більшості депутатів Палати Громад.
Наразі є чинним 43-е скликання Парламенту.

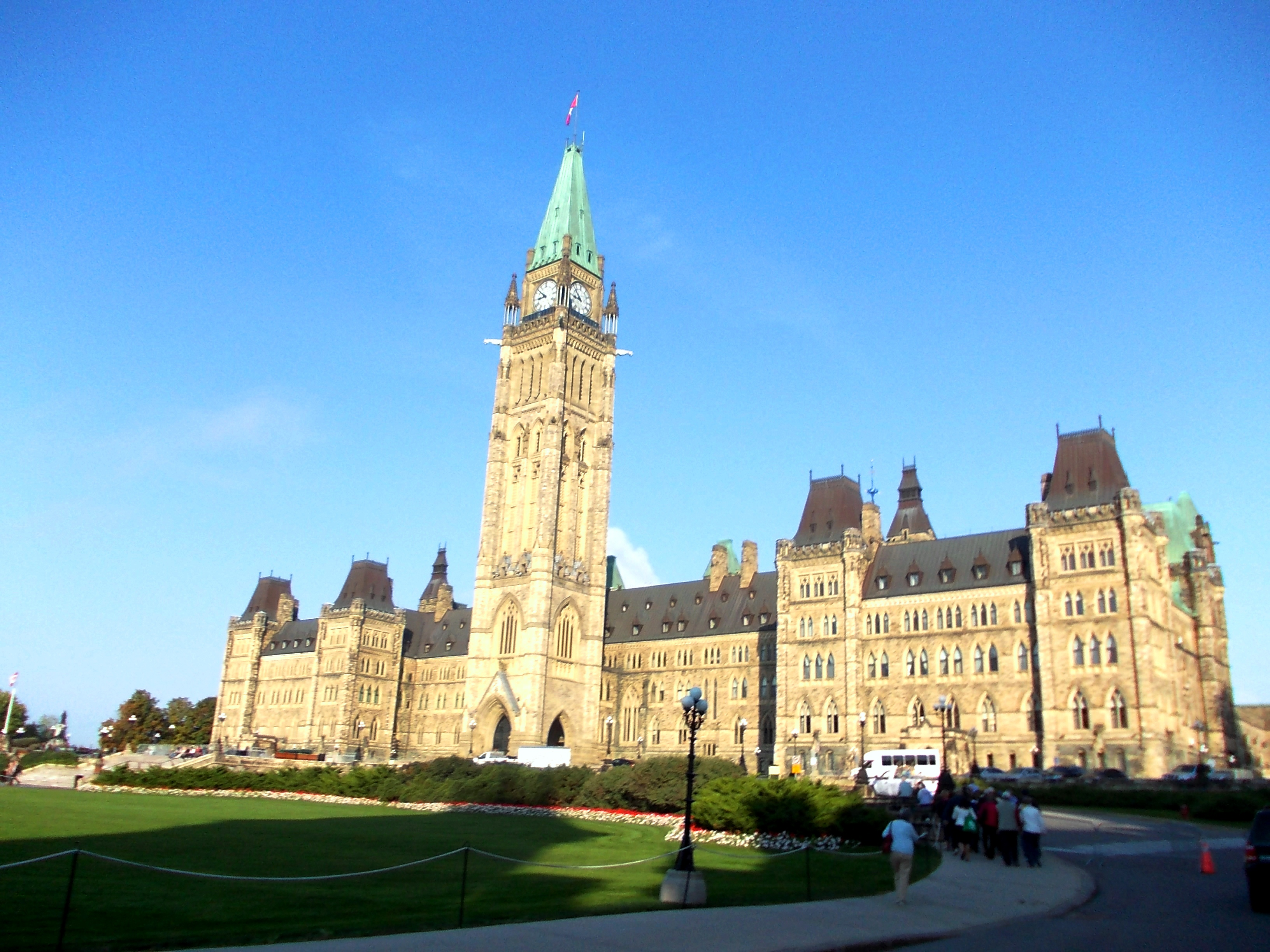
Центральний блок Парламенту
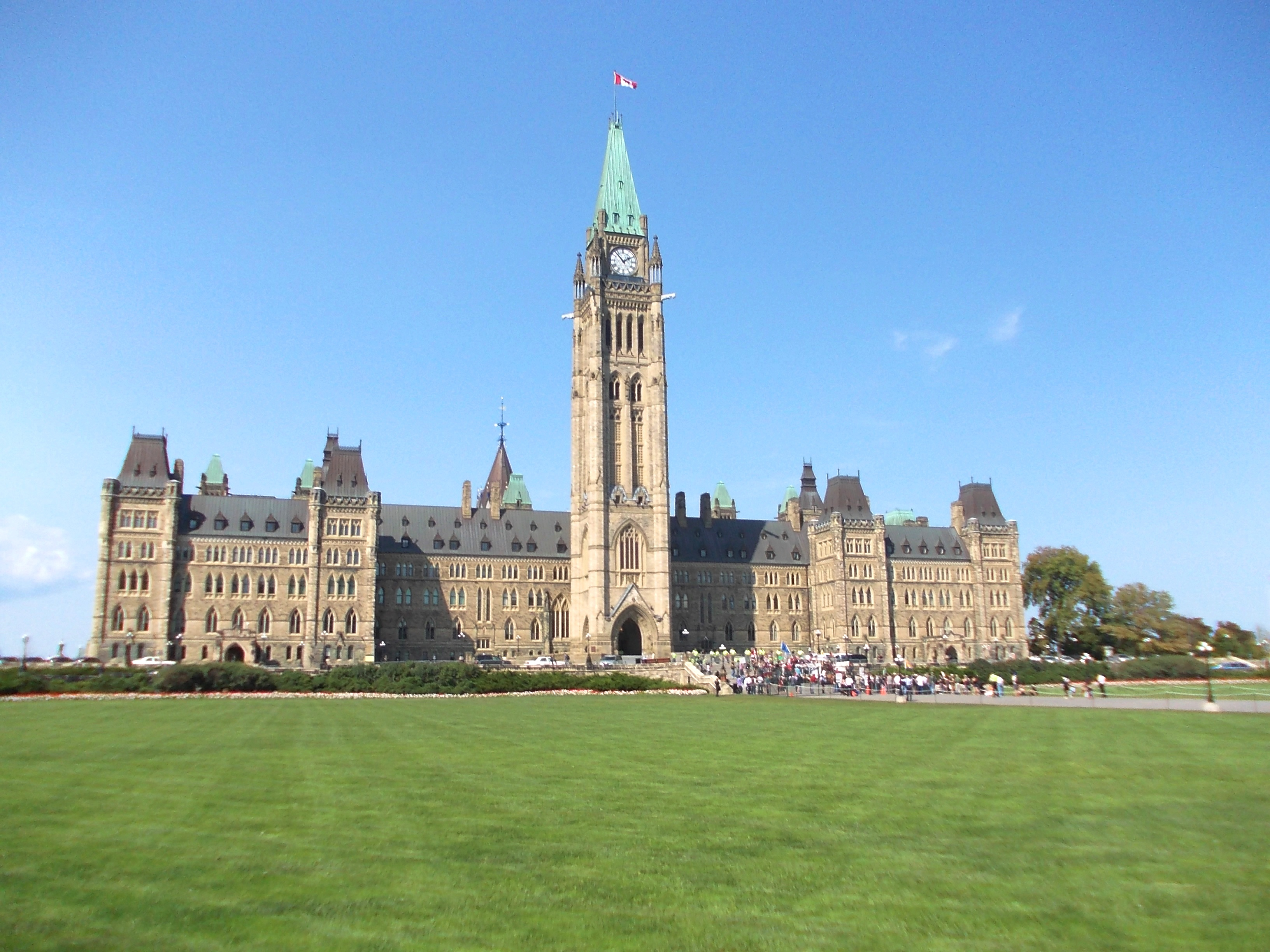
Центральний блок Парламенту
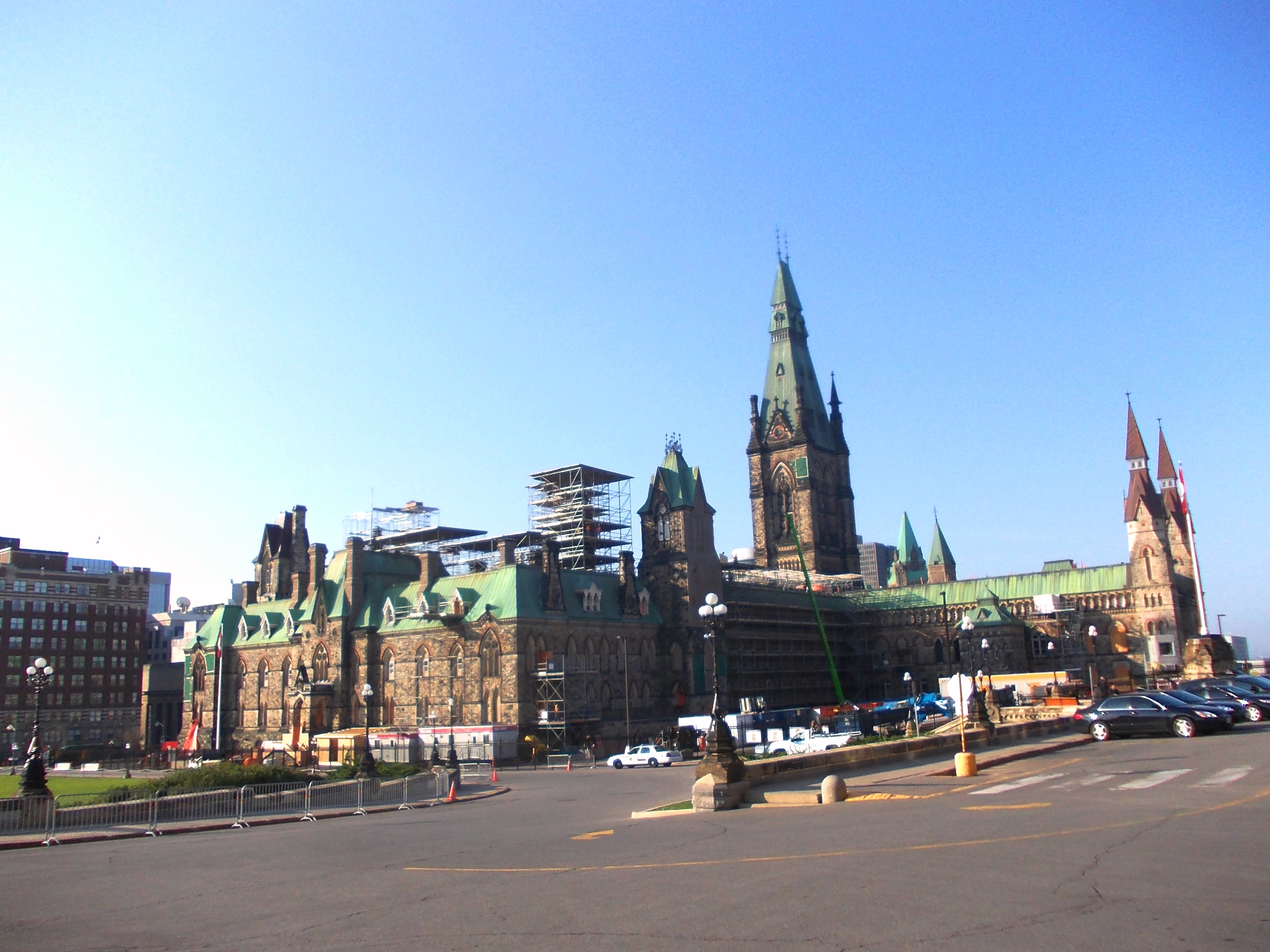
Західний блок Парламенту
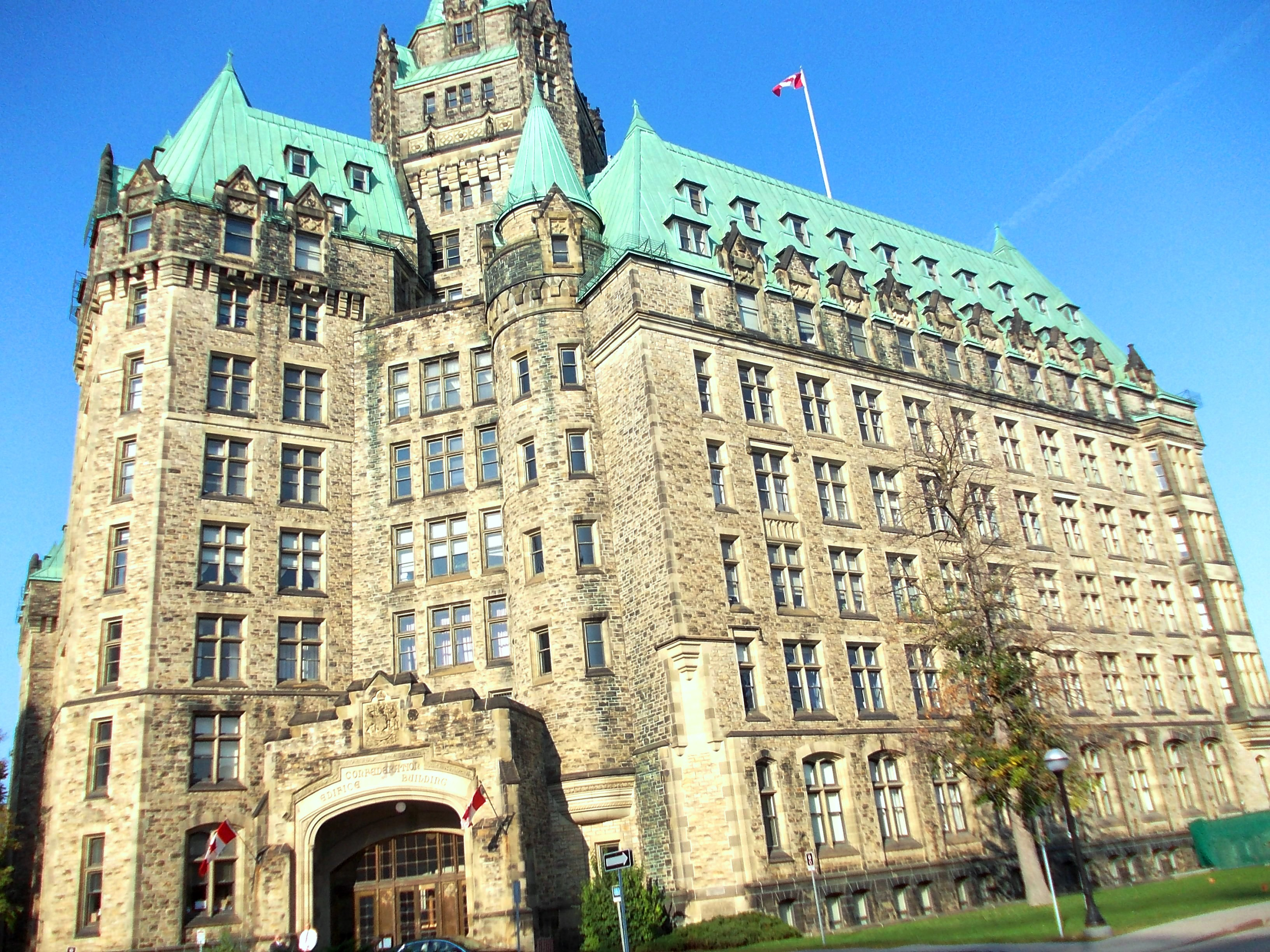
Будівля Конфедерації
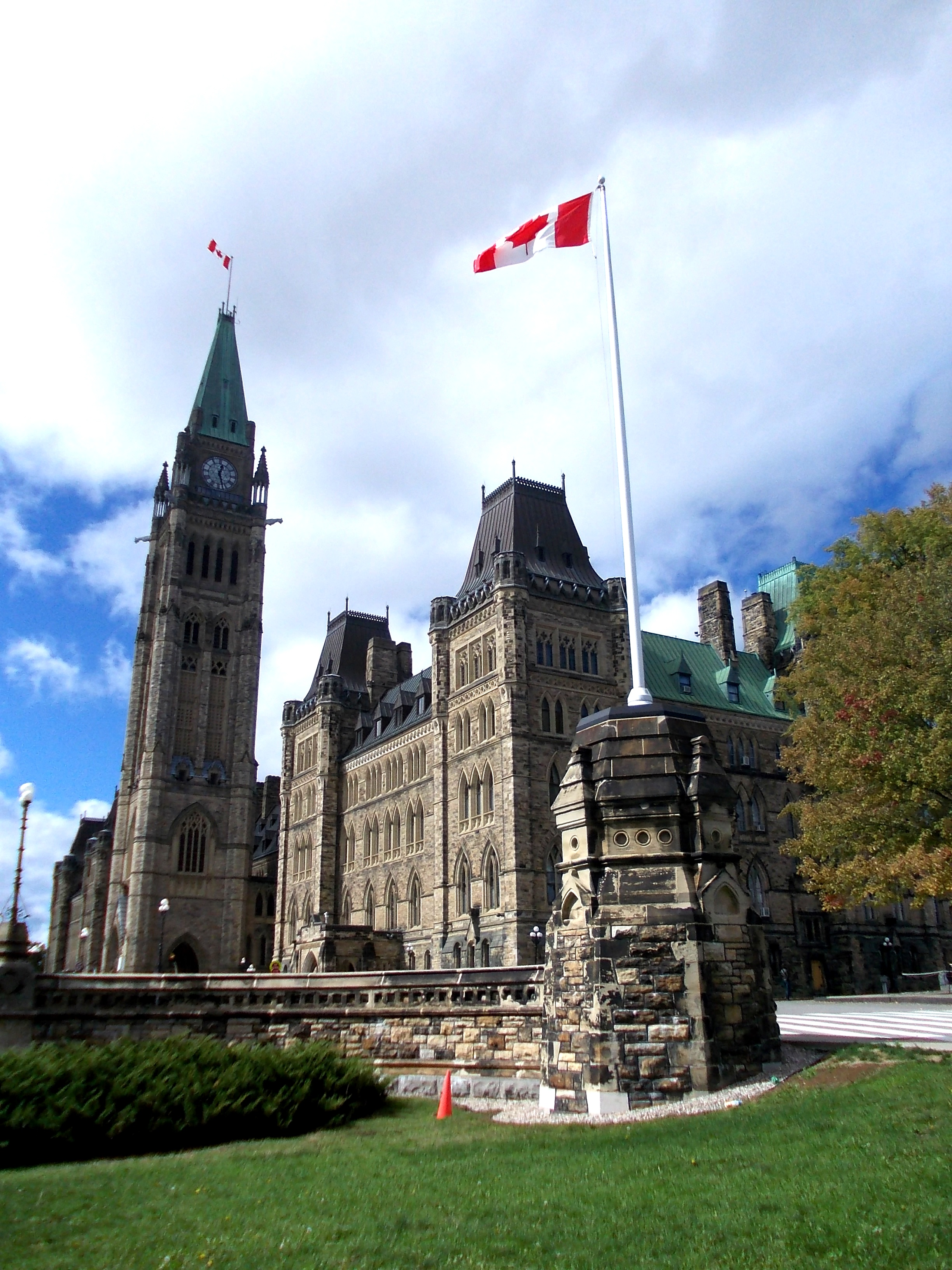
Центральний блок, вид з південно-східної сторони
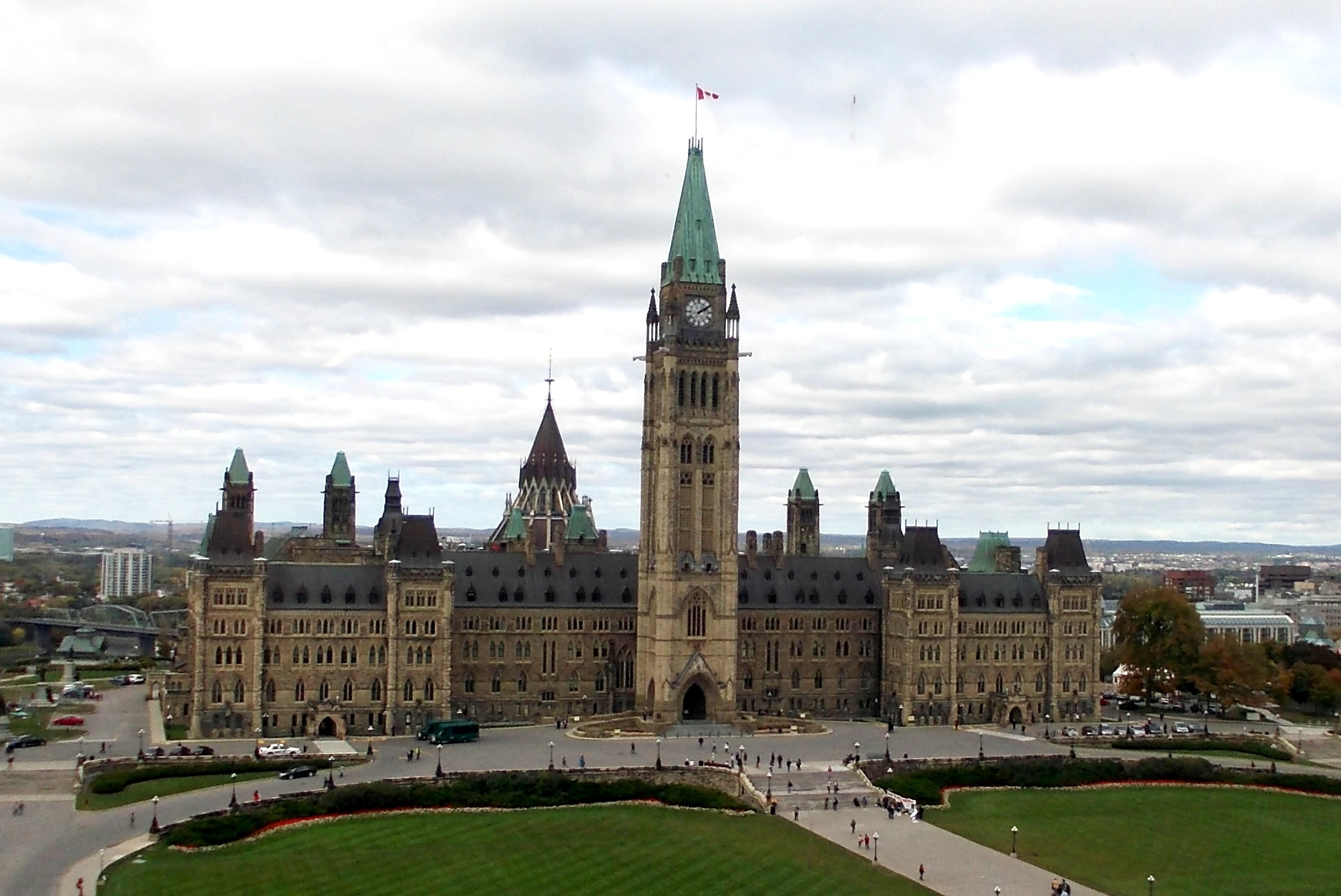
Центральний блок, вид з La Promenade Building
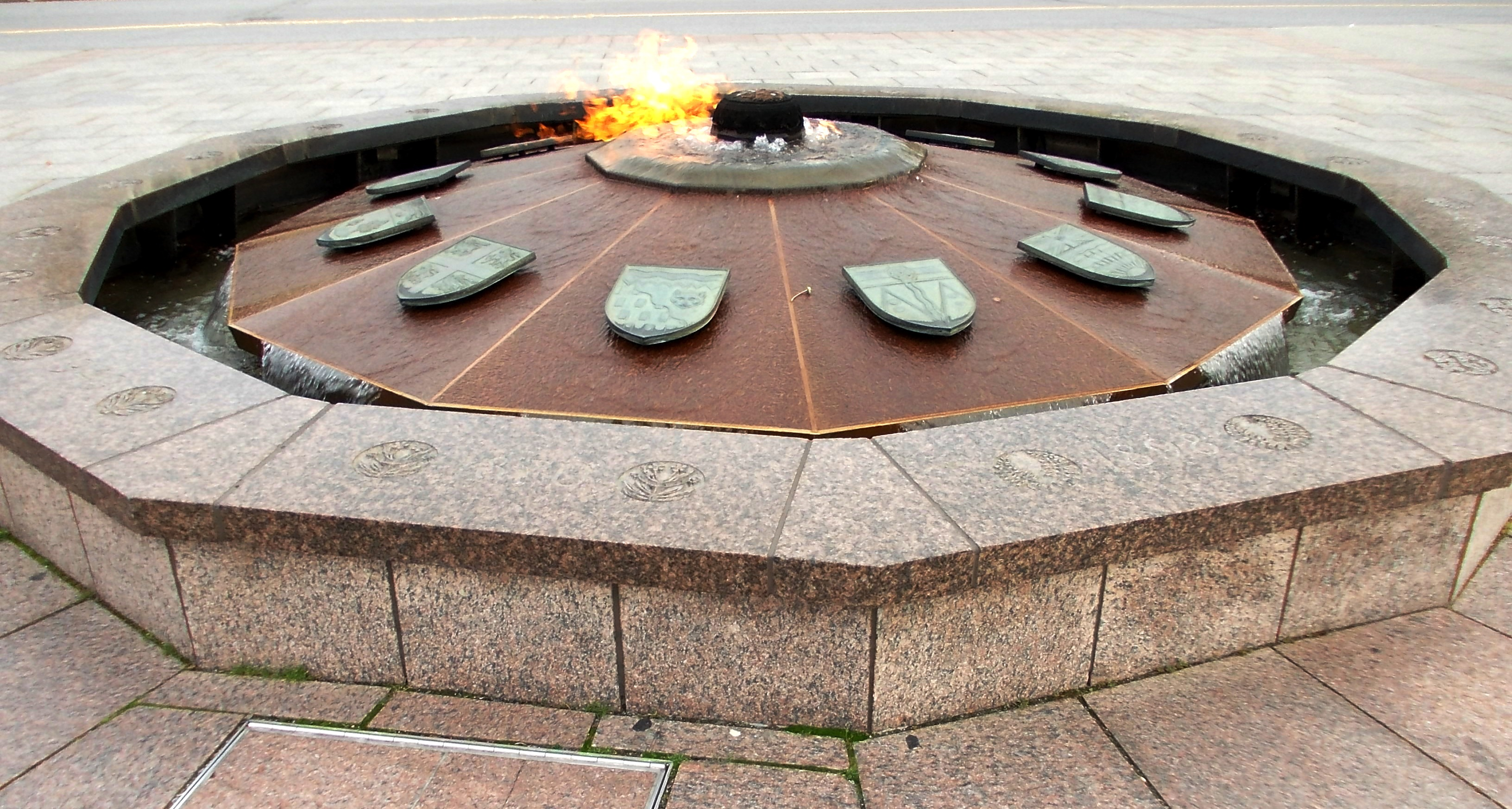
Вічний вогонь
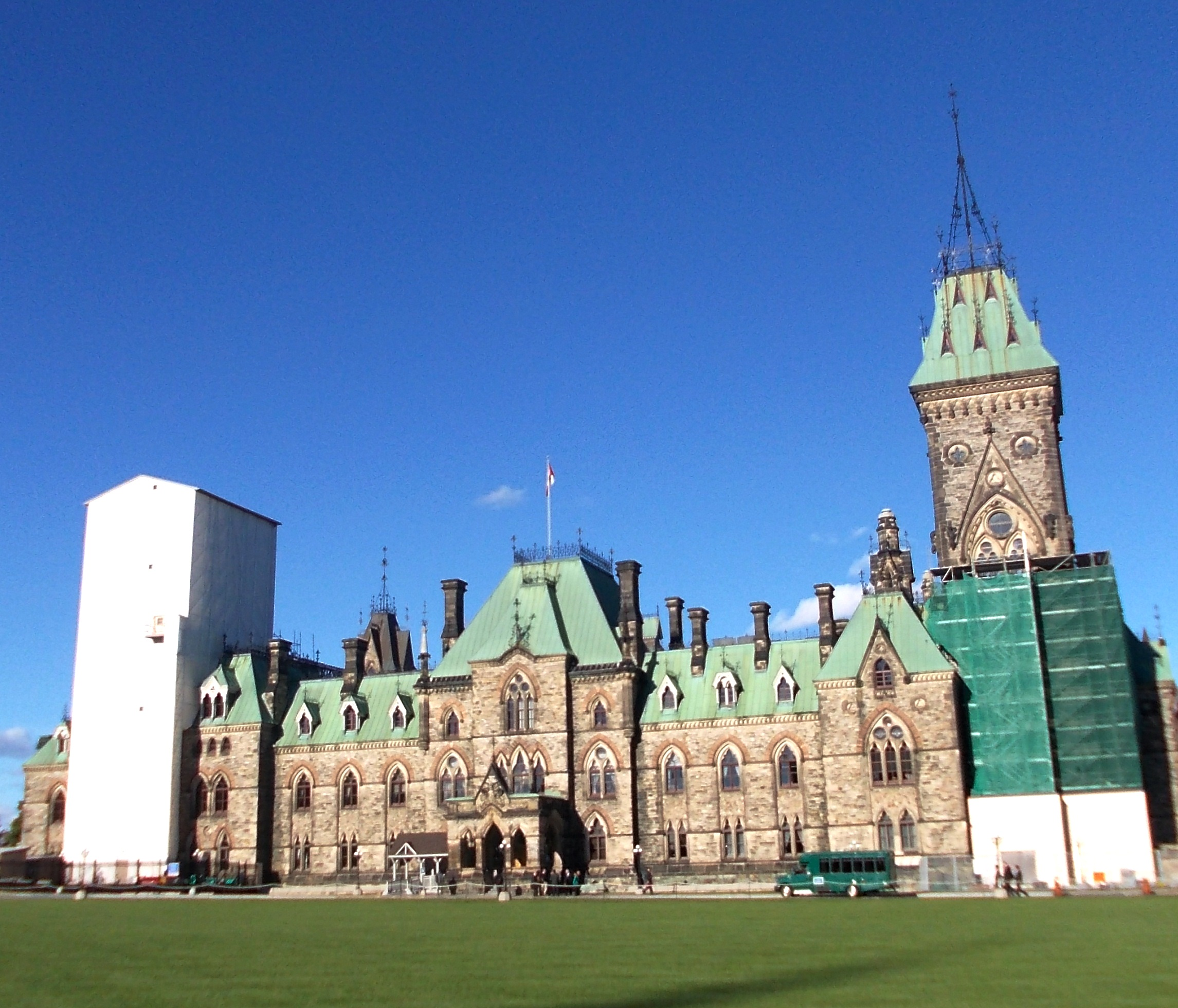
Східний блок Парламенту
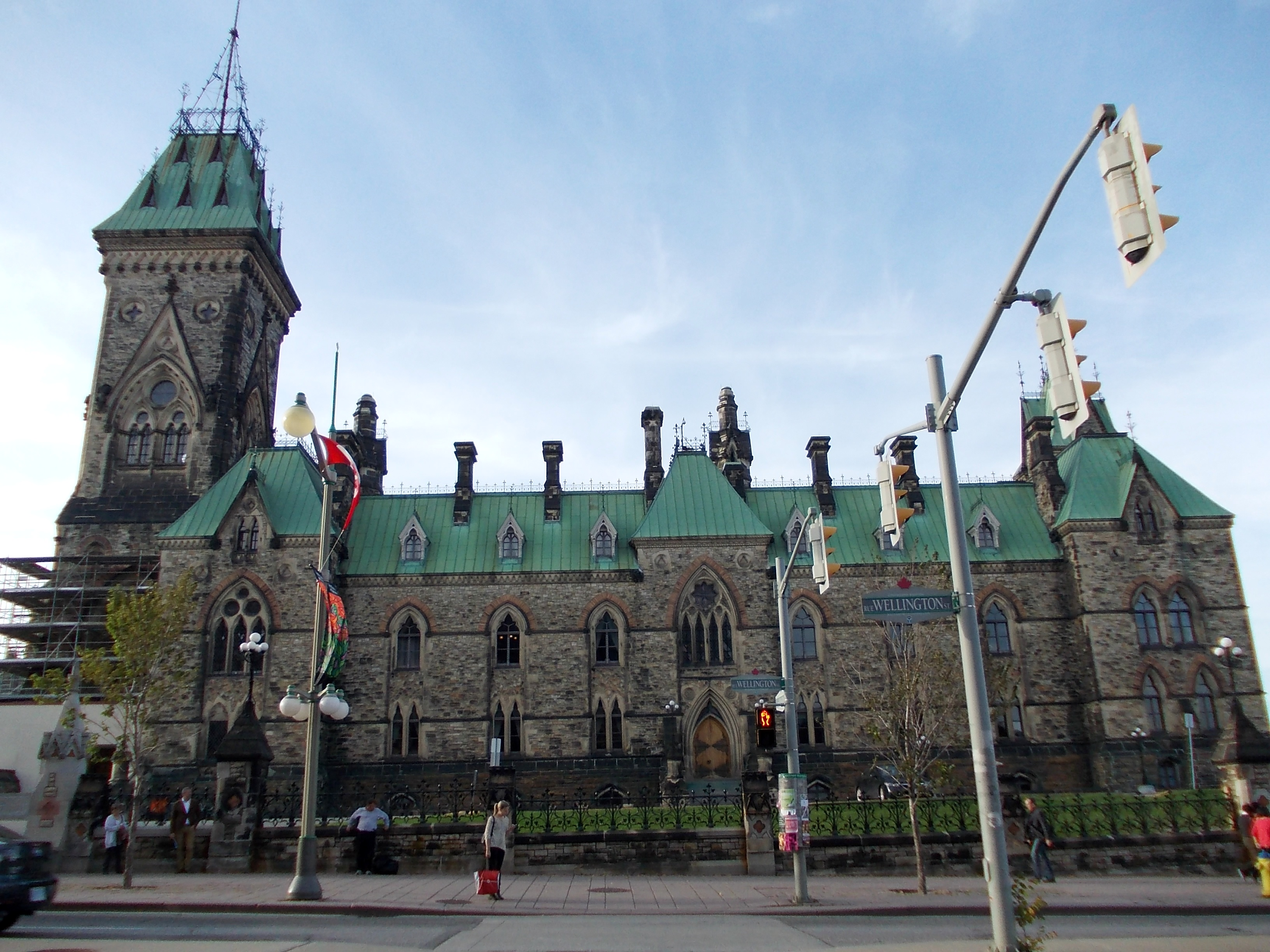
Східний блок Парламенту